# Pere Màrtir Veciana i Civit
Pere Màrtir Veciana i Civit (les Piles, 1705 - Madrid, 1763) fou el segon comandant general de les Esquadres de Catalunya. Era fill de Maria Civit i Llobera i de Pere Anton Veciana i Rabassa, primer comandant en cap de les Esquadres de Catalunya. Era pare de Felip Veciana i Dosset, que el succeí com a comandant general de les Esquadres de Catalunya. El 1741 rebé la dignitat de ciutadà honrat de Barcelona.
“Heretà” del seu pare el comandament del cos d'esquadres de Catalunya, del qual prengué possessió el 12 de febrer de 1736 alhora que fou nomenat batlle de Valls, arran de la mort del seu pare. Organitzà els serveis d'informació, persecució de malfactors i auxili de caminants i veïns pacífics, fins al punt que arribà a impedir la formació de noves partides de criminals i reduí a la inacció i a la impotència les que encara vaguejaven pel Principat.
El 1747 veié augmentades en 10 homes les forces que tenia a les seves ordres. El 1737 s'havia format a les terres de Lleida una quadrilla de lladres armats, que era el terror de la Terra Ferma. Veciana aconseguí sorprendre'ls, disfressant els seus mossos de segadors, i els capturà a tots. D'altra banda, en aquella època sovintejaven els furts sacrílegs en temples i santuaris, i Veciana, després d'inacabables investigacions, aconseguí descobrir-ne els seus autors i entregar-los a la justícia ordinària.
Més tard exterminà a una quadrilla de malfactors a Sant Feliu de Llobregat, el 1762, i descobrí l'assassí d'un capità del regiment de Flandes. Certes desavinences que tingué amb les autoritats superiors del país el desposseïren del càrrec de batlle de Valls. Va morir a Madrid, on havia anat a gestionar la seva rehabilitació.
Es casà tres vegades, totes tres a Valls, la primera el 1728 amb la vallenca Francesca Dosset i Gassol, la segona el 1739 amb Gertrudis Vives i Borràs i la tercera el 1747 amb Rosa Palau i Maymó.